# Surtan
Surtan är en biflod till Viskan. Dess dalgång är tillsammans med Viskans dalgång klassad som riksintresse för naturvården.

## Sträckning
Vattendraget börjar som två separata vattendrag: Surtan Västra och Surtan Östra. De rinner samman i Grönared, norr om Hyssna. Några kilometer för utloppet i Viskan ansluter Enån från väster. Längs Surtan finns jordbruksmark i vad som i övrigt är skogsbygd.

## Natur
Vattendraget är en viktig reproduktionslokal för havsöring och lax. Där finns även flodkräftor och flodpärlmussla (som också finns i biflödet Iglabäcken). I avrinningsområdet sprids kalk för att motverka försurning